# Бар «На грудь»
Бар «На грудь» — российский комедийный веб-сериал Ирины Вилковой.
Премьера состоялась в 2018 году.
Первый сезон снят по заказу RuTube;
второй по заказу Okko. 
Каждая серия занимает около 10 минут.
Сериал снимался в помещении джазового клуба «48 стульев», (улица Рубинштейна, дом 5).
Бо́льшая часть актерского состава сериала из театра «Битком».

## Сюжет
Первый сезон (2018)
1. Патриархат
2. Матриархат
3. Градозащитная
4. Кошачья
5. Экскремистская
6. День рождения
7. Бюрократическая
8. Новый год

Второй сезон (2022)
1. Москва — Санкт-Петербург
2. Пренатальная
3. Богоявленская
4. Бандитский Петербург
5. Родноверы
6. Поцелуй креветки
7. Фертильная
8. Свадьба VS Похороны

## В ролях
- Анна Гольдфельд — Алиса, барменша;
- Анна Иванина — Марина, маникюрщица, девушка Игоря, в конце сериала стала женой Андрея;
- Дмитрий Аверин — Андрей, муж Марины, гомосексуалист, одноклассник Игоря;
- Андрей Шарков — Василий Бугров, муж Тамары, пенсионер, постоянно матерится, после увлечения родноверием принял имя Огнеяр;
- Юлия Смирнова — Тамара, жена Василия;
- Антон Сухарёв — Владлен, потомственный дворянин, парень Вероны, фотограф на свадьбе Марины;
- Вера Фомина — Верона, девушка Владлена, курьер, в конце сериала стала новым барменом/официанткой;
- Кирилл Полухин — Валера, отец Пети, бандит, подельник Насти;
- Михаил Тройник — Игорь, парень Марины, гопник, одноклассник Андрея;
- Юлия Волкова — Арсен, любовница Аркадия;
- Денис Пьянов — Аркадий, игрок на аккордеоне, любовник Арсен;
- Иван Купреенко — Олег, бывший муж Нели, любовник Поли, бизнесмен, продаёт кошачьи вибраторы;
- Ирина Вилкова — Неля, бывшая жена Олега, подруга Поли, феминистка;
- Полина Маликова — Поля, любовница Олега, подруга Нели;
- Алексей Гуськов — Борис Натанович (Страдомысл), подполковник в отставке, увлёкся родноверием;
- Яна Троянова — Настя-Гербалайф, подельница Валеры, отсидела 20 лет в тюрьме, убила криминального авторитета Толстого;
- Татьяна Малыщицкая — Бэлла Самуиловна/Смирнова Минкина;
- Хельга Филиппова — жена Валеры, мать Пети;
- Кирилл Кукушкин — Петя, сын Валеры, учится на следователя;
- Наталья Дёмина — жена Аркадия;
- Татьяна Лазарева — мама Марины;
- Зоя Буряк — Ладослава, жена Огнеяра по обрядам родноверов;
- Алёна Бутылкина — болельщица;
- Лхагва Мунхбат — муж Алисы, гастарбайтер, монгол;
- Зульфия Хусейнова — уборщица в баре, узбечка;
- Забинисо Нуркуватова — уборщица в баре, узбечка;
- Александр Баширов — бармен, подменял Алису.

## Признание
- На фестивале Realist Web Fest, где получил приз за самую оригинальную идею, был признан лучшим веб-сериалом в России и получил премию The Digital Reporter.
- Приз жюри онлайн-кинотеатров 2018.[1]